# Équipe d'Équateur de football à la Copa América 1997
L'équipe d'Équateur de football participe à sa 20e Copa América lors de l'édition 1997 qui se tient en Bolivie du 11 juin 1997 au 29 juin 1997. Elle se rend à la compétition en tant qu'éliminée du premier tour de la Copa América 1995.
Les Équatoriens passent la phase de poule en terminant premier du groupe A puis ils sont battus en quart de finale.

## Résultat

### Premier tour
| Classement final |           |     |   |   |   |   |    |    |      |
|                  | Équipe    | Pts | J | G | N | P | BP | BC | Diff |
| 1                | Équateur  | 7   | 3 | 2 | 1 | 0 | 4  | 1  | +3   |
| 2                | Argentine | 5   | 3 | 1 | 2 | 0 | 3  | 1  | +2   |
| 3                | Paraguay  | 4   | 3 | 1 | 1 | 1 | 2  | 3  | -1   |
| 4                | Chili     | 0   | 3 | 0 | 0 | 3 | 1  | 5  | -4   |

| 11 juin | Équateur  | 0 | 0 | Argentine |
| 11 juin | Paraguay  | 1 | 0 | Chili     |
| 14 juin | Argentine | 2 | 0 | Chili     |
| 14 juin | Équateur  | 2 | 0 | Paraguay  |
| 17 juin | Équateur  | 2 | 1 | Chili     |
| 17 juin | Paraguay  | 1 | 1 | Argentine |

| 11 juin 1997 | Équateur | 0 – 0   | Argentine | Estadio Félix Capriles (Cochabamba)           |                                               |
|              |          | (0 - 0) |           | Spectateurs : 17 000 Arbitrage : Jorge Nieves | Spectateurs : 17 000 Arbitrage : Jorge Nieves |

| 14 juin 1997 | Équateur                   | 2 – 0   | Paraguay | Estadio Félix Capriles (Cochabamba)             |                                                 |
|              | Sánchez 71e · Graziani 86e | (0 - 0) |          | Spectateurs : 5 000 Arbitrage : Paolo Borgosano | Spectateurs : 5 000 Arbitrage : Paolo Borgosano |

| 17 juin 1997 | Équateur                  | 2 – 1   | Chili       | Estadio Félix Capriles (Cochabamba)             |                                                 |
|              | Graziani 32e · Gavica 55e | (1 - 0) | Vergara 52e | Spectateurs : 8 000 Arbitrage : Rafael Sanabria | Spectateurs : 8 000 Arbitrage : Rafael Sanabria |

### Quart de finale
| 22 juin 1997 | Mexique           | 1 – 1 a.p. | Équateur          | Estadio Félix Capriles (Cochabamba)              |                                                  |
| | Blanco 17e        | (1 - 1) | Capurro 6e (pen.) | Spectateurs : 15 000 Arbitrage : Antônio Pereira | Spectateurs : 15 000 Arbitrage : Antônio Pereira |
| · Hernández · Suárez · Blanco · Chávez · Villa · Sánchez                                                           | Tirs au but 4 - 3 | · Montaño · Capurro · De la Cruz · Graziani · Fernández · Rosero ·                                                                                     |                   | Spectateurs : 15 000 Arbitrage : Antônio Pereira | Spectateurs : 15 000 Arbitrage : Antônio Pereira |
| Ríos - Pardo ( 55e Rizo), Davino, Suárez, Sánchez - Romero, Villa, Lara, Ramírez ( 61e Chávez) - Blanco, Hernández | Équipes           | Ibarra - Méndez, Capurro, Tenorio ( 46e Montaño), De la Cruz - Sánchez ( 81e Rosero), Constante, Carabalí, Gavica ( 73e Fernández) - Graziani, Hurtado |                   | Spectateurs : 15 000 Arbitrage : Antônio Pereira | Spectateurs : 15 000 Arbitrage : Antônio Pereira |

## Navigation